# Municipio de Blue Lake (condado de Muskegon)
El municipio de Blue Lake (en inglés: Blue Lake Township) es un municipio ubicado en el condado de Muskegon en el estado estadounidense de Míchigan. En el año 2010 tenía una población de 2399 habitantes y una densidad poblacional de 25,91 personas por km².

## Geografía
El municipio de Blue Lake se encuentra ubicado en las coordenadas 43°25′54″N 86°11′55″O / 43.43167, -86.19861. Según la Oficina del Censo de los Estados Unidos, el municipio tiene una superficie total de 92.57 km², de la cual 83,52 km² corresponden a tierra firme y (9,78 %) 9,06 km² es agua.

## Demografía
Según el censo de 2010, había 2399 personas residiendo en el municipio de Blue Lake. La densidad de población era de 25,91 hab./km². De los 2399 habitantes, el municipio de Blue Lake estaba compuesto por el 90,25 % blancos, el 2,96 % eran afroamericanos, el 2,38 % eran amerindios, el 0,46 % eran asiáticos, el 0,33 % eran de otras razas y el 3,63 % eran de una mezcla de razas. Del total de la población el 2,58 % eran hispanos o latinos de cualquier raza.